# Slaget ved Nybøl
Slaget ved Nybøl den 28. maj 1848 var en del af de indledende krigshandlinger under Treårskrigen 1848-50.
I starten af året 1848 afgik Christian 8., ved døden, og blev erstattet af Frederik 7.
Under krigen 1848 fik Stenderup en central rolle, da Frederik 7. holdt krigsråd på gården Tavhav i Stenderup på Sundeved.

## Baggrund
I begyndelsen af maj rykkede preusserne over grænsen til Kongeriget Danmark. Her begyndte de en udskrivning af krigsskat som gengæld for den skade, som den danske flådeblokade påførte den tyske side.
For at overskære de tyske styrkers forbindelseslinjer og true dem i flanken planlagde den danske overkommando et større frembrud fra Als, som man håbede ville føre til en tysk rømning af Jylland. Efter russisk pres rømmede preusserne imidlertid Jylland før frembruddet blev iværksat og i stedet blev der planlagt et mindre fremstød for at erobre højderne ved Dybbøl - Dybbøl banke – og derved styrke forsvaret af Als.

## Udfald
Den tyske forbundsstyrke blev trængt tilbage og den danske hær tog opstilling foran Dybbøl Banke.
Danskerne mistede otte officerer, 21 underofficerer og 122 menige – i alt faldt de 34, og over 100 blev mere eller mindre sårede. En halv snes stykker blev desuden taget til fange på en patruljeopgave. tyskerne mistede otte officerer og 196 underofficerer og menige, heraf blev 81 taget til fange.
Fra tysk side søgte man ved et angreb 5. juni at tilbageerobre stillingen ved Dybbøl, men efter et dansk modangreb måtte de tyske styrker trække sig tilbage. Herefter gik krigen midlertidigt i stå.